# Javier de Pedro
Francisco Javier de Pedro Falque (Logroño, 1973. augusztus 4. –) spanyol válogatott labdarúgó.
A spanyol labdarúgó-válogatott tagjaként részt vett a 2002-es labdarúgó-világbajnokságon.

## Statisztika

### Válogatott
| 1998     | 3  | 1 |
| 1999     | 0  | 0 |
| 2000     | 0  | 0 |
| 2001     | 0  | 0 |
| 2002     | 6  | 0 |
| 2003     | 3  | 1 |
| Összesen | 12 | 2 |

### Válogatott góljai
|    | Időpont            | Helyszín                                | Ellenfél    | Gólok | Eredmény | Kiírás              |
| -- | ------------------ | --------------------------------------- | ----------- | ----- | -------- | ------------------- |
| 1. | 1998. november 18. | Arechi, Salerno, Olaszország            | Olaszország | 1–1   | 2–2      | Barátságos mérkőzés |
| 2. | 2003. április 30.  | Vicente Calderón, Madrid, Spanyolország | Ecuador     | 1–0   | 4–0      | Barátságos mérkőzés |

## Sikerei, díjai
- Spanyolország U21:
  - U21-es labdarúgó-Európa-bajnokság ezüstérmes: 1996